# Johannes Peterlik

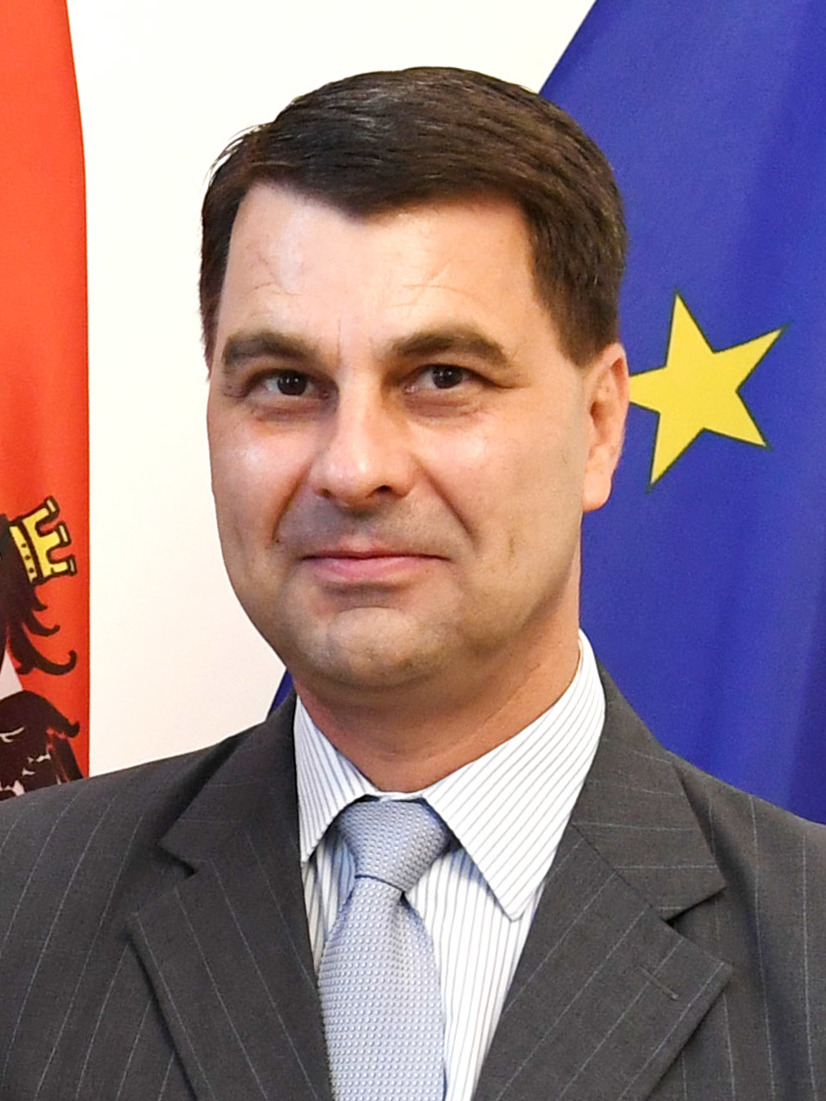
Johannes Peterlik, 2018

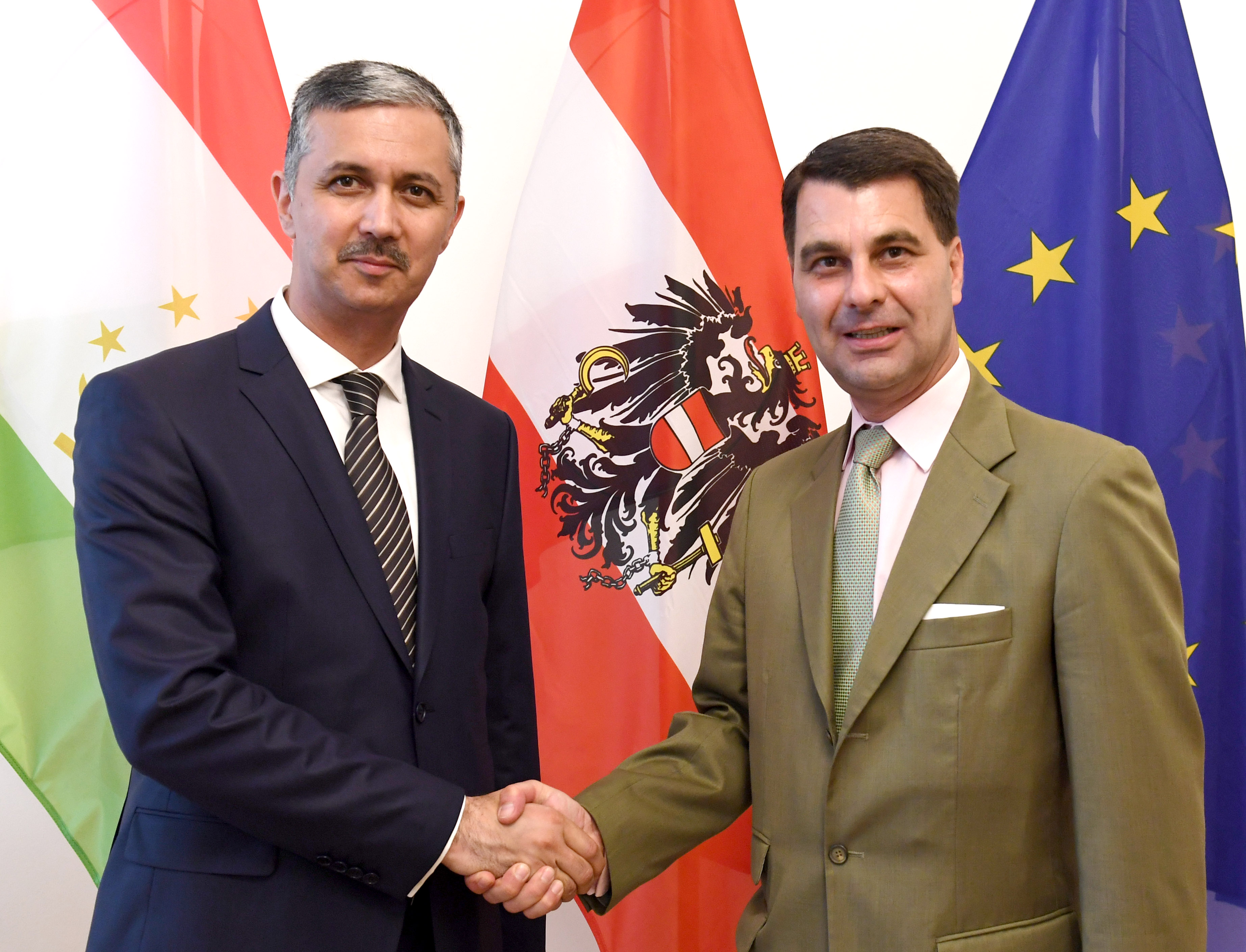
Johannes Peterlik mit Ismatullo Nasreddin, dem stellvertretenden Außenminister Tadschikistans, 2018

Johannes Peterlik (* 23. Jänner 1967) ist ein österreichischer Diplomat im Rang eines Botschafters. Er war österreichischer Botschafter in Vietnam (von 2004 bis 2009) und Thailand (von 2009 bis 2013). 2020 wurde er österreichischer Botschafter in Indonesien. Im Oktober 2021 wurde er im Zusammenhang mit Ermittlungen wegen Amtsmissbrauchs und Verletzung des Amtsgeheimnisses vom Dienst suspendiert.

## Leben
Sein Vater, Karl Peterlik, war von 1972 bis 1976 österreichischer Generalkonsul in Hongkong, von 1976 bis 1981 österreichischer Botschafter in Thailand, von 1981 bis 1986 Leiter der Presseabteilung im Außenministerium in Wien, von 1986 bis 1992 Botschafter in der Tschechoslowakei und von 1992 bis 1997 Botschafter in Indien.
Johannes Peterlik besuchte von 1976 bis 1978 die Deutschsprachige Schule Bangkok und von 1978 bis 1981 die International School Bangkok. Er studierte Geschichte und Wirtschaft, ist Dr. phil. und Mag. rer. soc. oec. und legte sein Examen Préalable (Aufnahmeprüfung in das Außenministerium) 1994 ab.
Im österreichischen Präsidentschaftswahlkampf 2016 beabsichtigte Norbert Hofer im Falle eines Wahlsiegs Peterlik mit der Position des Kabinettsdirektors der Präsidentschaftskanzlei zu betrauen. Diese Funktion entspricht der eines Präsidialchefs in der österreichischen Verwaltung. Die Funktion wird in Österreich oft mit erfahrenen Diplomaten besetzt (vergleiche Georg Hennig, Helmut Türk, René Pollitzer und Helmut Freudenschuss). Es handelt sich um keine parteipolitische Funktion.
Johannes Peterlik ist geschieden und hat zwei Söhne. Er ist Mitglied der katholischen Studentenverbindung KAV Bajuvaria Wien im Österreichischen Cartellverband (ÖCV) und Gründungsmitglied der Initiative Christdemokratie (ICD) innerhalb der ÖVP. In der Österreichischen Gesellschaft für Außenpolitik und die Vereinten Nationen war er als Generalsekretär von 2018 bis 2020 Mitglied des Vorstands.

## Diplomatischer Werdegang
Von 1995 bis 2004 war Johannes Peterlik Pressesprecher von Benita Ferrero-Waldner, zuerst in ihrer Zeit als Staatssekretärin im Außenministerium in der Bundesregierung Vranitzky IV, in der Bundesregierung Vranitzky V und in der Bundesregierung Klima, dann in ihrer Zeit als Bundesministerin für auswärtige Angelegenheiten in der Bundesregierung Schüssel I und der Bundesregierung Schüssel II. Von 2000 bis 2004 wurde er zusätzlich mit der Leitung der Stabsstelle 1 (Koordination der außenpolitischen Informationstätigkeit) in Wien betraut, die im Jahr 2000 aufgrund der Sanktionen der EU-XIV gegen Österreich im Außenministerium eingerichtet wurde. In dieser Zeit war er für die Entwicklung, Planung, Koordination und Abwicklung von Maßnahmen zur Förderung des Österreich-Bildes im Ausland, medienmäßige Betreuung der Bundesministerin für auswärtige Angelegenheiten, Koordination der außenpolitischen Medienarbeit von Bundes- und Landesstellen sowie österreichischer Delegationen anlässlich von deren offiziellen Auslandsreisen und Koordination von generell das Österreich-Bild im Ausland fördernden Maßnahmen zuständig.
Von 2004 bis 2009 war er Botschafter in Vietnam, von 2009 bis 2013 war er als Nachfolger von Arno Riedel österreichischer Botschafter in Thailand, mitbeglaubigt in Kambodscha, Laos und Myanmar.
Von Dezember 2013 bis August 2015 war er Kabinettschef im Bundesministerium für Familien und Jugend in der Bundesregierung Faymann II. Von 2016 bis 2018 war er stellvertretender Sektionsleiter der Kulturpolitischen Sektion im Außenministerium. Von 2018 bis 2020 war er Generalsekretär im Bundesministerium für europäische und internationale Angelegenheiten (BMEIA, vormals Bundesministerium für Europa, Integration und Äußeres).
2020 wurde er zum Botschafter in Indonesien ernannt (mitakkreditiert für Osttimor). Im Oktober 2021 wurde er im Zusammenhang mit Ermittlungen des Bundesamtes zur Korruptionsprävention und Korruptionsbekämpfung (BAK) disziplinarrechtlich suspendiert und als Botschafter abberufen. Als sein Nachfolger als Botschafter in Indonesien ist Thomas Loidl angetreten.

## Angeblicher Geheimnisverrat und Suspendierung
Die Organisation für das Verbot chemischer Waffen (OPCW) untersuchte den Giftanschlag auf den ehemaligen Doppelagenten Sergei Skripal im britischen Salisbury, der sich im März 2018 ereignet hatte. Die OPCW übersandte den österreichischen Behörden geheime Dokumente zu dem Fall, die unter anderem die chemische Nowitschok-Formel und weitere Details erhalten. In seiner damaligen Position als Generalsekretär des Außenministeriums forderte Johannes Peterlik im Oktober 2018 eines dieser Dokumente an und gab dieses angeblich, laut Ermittlern einem ehemaligen österreichischen Geheimdienstbeamten des Inlandsgeheimdienstes BVT weiter, der für Russland spioniert haben soll. Das Verfahren gegen den Geheimdienstbeamten, wonach Peterlik ihm dieses Dokument gezeigt haben soll, wurde im Juni 2024 eingestellt.
Im Zuge der Untersuchungen des Wirecard-Skandals war bekannt geworden, dass der in die Organisierte Wirtschaftskriminalität involvierte Wirecard-Manager, der Österreicher Jan Marsalek im Sommer 2018 in London mit geheimen OPCW-Dokumenten geprahlt hatte. Die Dokumente stammten aus Österreich, wie ein entsprechender Barcode belegte. Wie Marsalek an diese Dokumente kam, ist bislang der Öffentlichkeit nicht bekannt.
Das Bundesamt zur Korruptionsprävention und Korruptionsbekämpfung (BAK) beschäftigt sich mit dem Fall; die Staatsanwaltschaft Wien nahm Ermittlungen auf. Peterlik wurde suspendiert und von seinem Botschafterposten in Indonesien abberufen. Er bestritt die Vorwürfe. Bundeskanzler Alexander Schallenberg nahm zu der Causa in Brüssel Stellung. Man habe im September von der Causa erfahren und „binnen drei Tagen entschieden“.
Die Wochenzeitung Falter (Florian Klenk) und die Tageszeitung Der Standard (Florian Scheuba), die über den Fall berichtet hatten, haben im Oktober 2024 und im Februar 2025 nach Durchsicht der Akten folgende Richtigstellung hinsichtlich der gegenüber Johannes Peterlik erhobenen Vorwürfe publiziert:

„Der Falter berichtete in seiner Ausgabe 15/24, Herr Dr. Johannes Peterlik habe gemeinsam mit Egisto Ott im Außenamt von Karin Kneissl einen „neuen Geheimdienst aufbauen“ wollen und Herr Dr. Peterlik habe ein geheimes Dokument mit der Novichok-Formel abfotografiert, um es verbotenerweise an Egisto Ott weiterzureichen. Weiters stellten wir den Verdacht in den Raum, Herr Dr. Peterlik habe mit Egisto Ott versucht, die Republik ‚zu unterwandern‘. Der Falter konnte sich nach Lektüre der Akten überzeugen, dass es für diese Vorwürfe kein Tatsachensubstrat gibt. Wir widerrufen diese von Dr. Peterlik als ehrenrührig empfundene Aussage als unwahr und bitten Herrn Dr. Johannes Peterlik für unseren Fehler um Entschuldigung. Die Redaktion“

Im der Tageszeitung Der Standard und auf Facebook wurde am 21. Februar 2025 folgende Richtigstellung publiziert:

„In unserer Kolumne 'Florian Scheuba' in den Ausgaben vom 11.4. und 13.6.24 haben wir Herrn Dr. Johannes Peterlik dem Verdacht ausgesetzt, er sei in seiner Eigenschaft als hoher Beamter des Außenministeriums in eine Spionagetätigkeit zugunsten von Russland involviert gewesen und habe gemeinsam mit Egisto Ott im Außenamt von Karin Kneissl einen neuen Geheimdienst aufbauen wollen. Wir konnten uns nach Lektüre der Akten überzeugen, dass es für diese Vorwürfe kein Tatsachensubstrat gibt. Wir widerrufen diese von Dr. Peterlik als ehrenrührig empfundenen Behauptungen ausdrücklich als unwahr.“

## Auszeichnungen
- 1997 Offizierskreuz des belgischen Ordens Leopold II. (OffK belg OLII)
- 1999 Kommandeurkreuz des kaiserlichen japanischen Ordens des heiligen Schatzes (KmtK jap hlSchO)
- 2001 Großoffizierskreuz mit Stern des königlich jordanischen Stern-Ordens, Wisan al-Kawkab al-Urdani (GrOffK/St jord AlKawkabO)
- 2010 Ehrendoktorat der Christian University of Thailand
- 2013 Großoffizierskreuz mit Stern des Verdienstordens „Pro Merito Melitensi“ des Souveränen Malteserordens (GrOffK/St Malt VO)
- 2013 Großkreuz des Weißen Elefantenordens (GrK thail WEO)
- 2019 Großkreuz Verdienstorden der Italienischen Republik (GrK ital VO)